# Stallikon
Stallikon es una comuna suiza del cantón de Zúrich, ubicada en el distrito de Affoltern. Limita al norte con las comunas de Birmensdorf y Uitikon, al este con Zúrich, Adliswil y Langnau am Albis, al sur con Aeugst am Albis, y al oeste con Affoltern am Albis, Hedingen, Bonstetten y Wettswil am Albis.